# Freycinetia sumatrana
Freycinetia sumatrana är en enhjärtbladig växtart som beskrevs av William Botting Hemsley. Freycinetia sumatrana ingår i släktet Freycinetia och familjen Pandanaceae. IUCN kategoriserar arten globalt som sårbar. Inga underarter finns listade.